# Montañas Mocho
Montañas Mocho (también llamada Montañas Mocha o Cordillera Mocho; en inglés: Mocho Mountains; Mocha Mountains
o Mocho Mountain Range) es una cadena montañosa en la parte central de la isla y nación caribeña de Jamaica, la cordillera tiene una elevación promedio de 465 metros (equivalentes a 1.526 pies) y se localiza específicamente en las coordenadas geográficas 18°03′44″N 77°19′41″O / 18.06222, -77.32806